# Біологічна зброя США
Біологічна зброя США (англ. Biological weapons of the United States), а також програма з розроблення біологічної зброї в США (англ. United States biological weapons program) — біологічна зброя, один з видів зброї масового ураження, що якісь час перебувала на озброєнні Збройних сил США.
Програма біологічної зброї США офіційно розпочалася навесні 1943 року за наказом президента США Франкліна Рузвельта. Дослідження тривали після Другої світової війни, оскільки США створили великі запаси біологічних агентів і носіїв цієї зброї. Протягом своєї 27-річної історії завдяки програмі американські збройні сили дослідили, прийняли на озброєння та накопичили наступні сім основних біоагентів (і проводила фундаментальні дослідження багатьох інших):
- Bacillus anthracis (сибірська виразка)
- Francisella tularensis (туляремія)
- Brucella spp (бруцельоз)
- Coxiella burnetii (Ку-гарячка)
- Вірус венесуельського енцефаліту коней
- Ботулінічний токсин (ботулізм)
- Стафілококовий ентеротоксин типу B

Протягом усієї своєї історії програма США з біозброї була секретною. Пізніше було виявлено, що лабораторні та польові випробування (деякі з останніх з використанням імітаторів на особах, які на це не давали згоди) були звичайною практикою. Офіційна політика Сполучених Штатів полягала, по-перше, у стримуванні використання біологічної зброї проти американських військ, а вдруге — у помсті противникові, якщо стримування не вдасться.
У 1969 році президент Річард Ніксон припинив усі наступальні (тобто необоронні) аспекти програми біологічної зброї США. У 1975 році США ратифікували Женевський протокол 1925 року та Конвенцію про заборону біологічної зброї (КБТЗ) 1972 року — міжнародні договори, що забороняють будь-які форми й методи ведення біологічної війни. Однак нещодавні програми біозахисту США викликали занепокоєння щодо того, що США можуть проводити дослідження, заборонені ООН.

## Історія

### Рання історія (1918—1941)
Початковий інтерес США до будь-якої форми біологічної зброї виник наприкінці Першої світової війни. Єдиним агентом, який випробували американці, став токсин рицин. США провели випробування двох методів розповсюдження рицину: перший — прикріплення елементів токсину до осколків для доставки їх артилерійським снарядом, був успішним; другий, постановка аерозольної хмари рицину, виявився менш ефективним при випробуваннях. Жоден спосіб доставки не був вдосконалений до закінчення війни в Європі.
На початку 1920-х років припущення про те, що США почали програму біологічної зброї, надходили від Служби хімічної війни (англ. Chemical Warfare Service (CWS). Керівник CWS Амос Фріс вирішив, що така програма не буде «прибутковою» для США. Протягом міжвоєнного періоду США не наголошували на розробці чи дослідженнях за напрямом біологічної зброї. Хоча США витрачали дуже мало часу на ці дослідження, їхні майбутні союзники та вороги у Другій світовій війні досліджували потенціал біологічної зброї, починаючи ще з 1933 року.

### Друга світова війна
Незважаючи на інтерес до рицину під час Першої світової війни, на момент, коли вибухнула Друга світова війна, американська армія все ще дотримувалася позиції, що концепція застосування біологічної зброї у сучасній війні здебільшого непрактична. Водночас, інші країни, зокрема Франція, Японія та Велика Британія, вважали інакше та розпочали власні програми розроблення біологічної зброї. Таким чином, аж до 1942 року США не вживали жодних кроків у розробленні біологічної зброї. Початковий інтерес до неї з боку Служби хімічної війни проявився тільки в 1941 році. Восени військовий міністр США Генрі Л. Стімсон звернувся до Національної академії наук (НАН) з проханням розглянути перспективи біологічної війни для США.
У відповідь НАН сформувала комітет, з 12 видатних учених і кількох державних консультантів — Військове бюро консультантів (англ. War Bureau of Consultants (WBC) — який в лютому 1942 року опублікував звіт з цього питання. У доповіді, серед інших пунктів, рекомендовано провести дослідження та започаткували програму розроблення наступальної біологічної зброї.
У листопаді 1942 року президент США Франклін Рузвельт офіційно затвердив американську програму біологічної зброї. У відповідь на інформацію, надану WBC, Рузвельт наказав Стімсону сформувати Службу досліджень війни (англ. War Research Service (WRS). Навесні 1943 року у форті (тоді Кемп) Детрік у Фредеріку, штат Меріленд, була створена лабораторія біологічної війни армії США.
Хоча спочатку, під керівництвом Джорджа Мерка, WRS уклала контракти з кількома університетами для участі в програмі біологічної зброї США, програма швидко набула масштабів і невдовзі перейшла під повний контроль CWS. До листопада 1943 року будівництво інфраструктури для дослідження біологічної зброї в Детріку було завершено, крім того, американці побудували три інші об'єкти — завод з виробництва біологічних агентів в окрузі Віго поблизу Терре-Гот, Індіана, полігон для польових випробувань на острові Горн у Міссісіпі та ще один полігон біля Гранітного піку в Юті.

### Холодна війна (1947—1969)
Після Другої світової війни програма біологічної зброї Сполучених Штатів перетворилася на ефективну програму досліджень і виробництва, керовану військовими, яка була покрита суперечками та таємницею. Виробництво бойових біологічних агентів США перейшло від «заводського рівня до лабораторного». До 1950 року головний американський завод із виробництва біологічної зброї був розташований у Кемп Детрік під егідою Дослідницького та інженерного відділу Хімічного корпусу армії США. Більшість досліджень і розробок проводилися там, тоді як виробництво і випробування відбувалися в Пайн-Блафф, Арканзас, і на полігоні Дагуей, Юта. Арсенал Пайн-Блафф почав виробництво збройових біоагентів у 1954 році. З 1952 по 1954 рік Хімічний корпус армії США утримував установу з дослідження та розробки біологічної зброї у Форт-Террі на острові Плам, Нью-Йорк. Форт Террі зосереджувався на дослідженні та розробці біологічної зброї проти тварин; заклад дослідив більше дюжини потенційних BW агентів. З кінця Другої світової війни до Корейської війни армія США, Хімічний корпус і ПС США значно розширили свої програми біологічної війни, особливо щодо систем доставки. Протягом Холодної війни США та Радянський Союз виробили достатньо біологічної зброї, щоб убити все живе на Землі.
У вересні 1950 року в районі затоки Сан-Франциско відбувся перший великомасштабний тест на вразливість біологічних аерозолів під кодовою назвою операція «Сі-Спрей» з використанням двох типів бактерій, Bacillus globigii і Serratia marcescens, і флуоресцентних частинок. У 1966 році метро Нью-Йорка було заражене Bacillus globigii у спробі імітувати поширення сибірської виразки серед великого міського населення. Більше польових випробувань із залученням патогенних видів було проведено на Дагвейському випробувального полігоні в Юті, а дослідження біологічних агентів проти тварин були проведені на авіабазі Еглін, у Флориді.
У 1960-х роках США змінили свій концептуальний підхід до розроблення біологічних агентів, призначених вбивати, на ті, які лишень виводять з ладу. У 1964 році дослідницькі програми вивчали ентеротоксин типу В, який може спричиняти харчові отруєння. Нові дослідницькі ініціативи також включали профілактику, превентивне лікування захворювань. Патогени, що вивчалися, включали біологічні агенти, що спричиняють безліч захворювань, таких як сибірська виразка, сап, бруцельоз, меліоїдоз, венесуельський енцефаліт коней, Ку-гарячку, кокцидіоїдомікоз та інші патогени рослин і тварин.
Війна у В'єтнамі привернула увагу громадськості до американської програми біологічної зброї. Використання хімічних речовин, засобів для боротьби з масовими заворушеннями та гербіцидів, таких як Agent Orange, викликало міжнародну критику та негативно вплинуло на громадську думку США щодо розробки біологічної зброї. Були виявлені надзвичайно суперечливі програми досліджень людини та експерименти під відкритим небом.
Адміністрація Ніксона відчула нагальну потребу відреагувати на зростаюче негативне сприйняття біологічної зброї. Усвідомлення того, що біологічна зброя може стати атомною бомбою для бідняків, також сприяло завершенню програми біологічної зброї США. Згодом президент Ніксон оголосив, що США в односторонньому порядку відмовляються від своєї програми біологічної війни, зрештою підписавши Конвенцію про заборону біологічної та токсинної зброї в 1972 році.